# 国际癌症研究机构一类致癌物
对人类有确认的致癌性的物质、混合物和接触场合被国际癌症研究机构列为1类致癌物。
要注意的是尽管这里的有些物质，没有特别充分的致癌性证据，但有足够的证据证明它们对动物致癌，而且能从人类对这些物质的接触观察到与癌症有关的生理变化，也就是說在長時間、高濃度的暴露下，這些本來不具備危害性的物質，就有可能間接導致癌症的產生。

## 物质和物质组合
- 2-萘胺
- 乙醛与酒精饮料的摄入
- 黄曲霉素
- 4-氨基联苯
- 马兜铃酸 及含有它的马兜铃属植物
- 砷及其无机化合物
- 石棉
- 硫唑嘌呤
- 苯
- 联苯胺及基于联苯胺的染料
- 苯并[a]芘
- 铍及其化合物
- 萘氮芥（N,N-双(氯乙基)-2-萘胺）
- 二氯甲基醚
- 氯甲基甲醚
- 1,3-丁二烯
- 1,4-丁二醇二甲烷磺酸酯（又名白消安、马利兰)
- 镉及其化合物
- 苯丁酸氮芥
- 司莫司汀（甲基环己氯乙亚硝脲）
- 铬化合物（六价）
- 环孢霉素
- 中華肝吸蟲（感染）
- 环磷酰胺
- 1,2-二氯丙烷
- 己烯雌酚
- EB病毒
- 在酒精饮料中的乙醇
- 毛沸石
- 环氧乙烷
- 依托泊苷单用，及与顺铂和博来霉素合用
- 甲醛
- 砷化镓
- 幽门螺杆菌（感染）
- 乙型肝炎病毒（感染）
- 丙型肝炎病毒（感染）
- 人免疫缺陷病毒Ⅰ型（艾滋病病毒）
- 人乳头瘤病毒16、18、31、33、35、39、45、51、52、56、58、59、66型
- 人类T淋巴细胞病毒Ⅰ型（HLTV-1）
- 左旋苯丙氨酸氮芥（米尔法兰）
- 8－甲氧补骨脂素加长波紫外线
- 4,4'-亚甲基双邻氯苯胺
- MOPP（氮芥、长春新碱、丙卡巴肼、强的松）及其它包括烷化剂的联合化疗
- 芥子气（硫芥）
- 2-萘胺
- 中子辐射
- 镍化合物
- 4-(N-亚硝基甲氨基)-1-(3-吡啶基)-1-丁酮（NNK）
- N-亚硝基降烟碱（NNN）
- 绝经后的雌激素替代疗法
- 非甾族雌激素
- 甾族雌激素
- 后睾吸虫（感染）
- 複合口服避孕藥
- 序贯口服避孕药
- 磷-32，作为磷酸盐
- 钚-239及其衰变产物（可含有240钚和其他同位素），作为气溶胶
- 来源于原子反应堆事故和核武器爆炸的碘的短半衰期放射性同位素，包括碘-131（在儿童时期接触）
- 体内沉积的发射α粒子的核素
- 体内沉积的发射β粒子的核素
- 镭-224及其衰变产物
- 镭-226及其衰变产物
- 镭-228及其衰变产物
- 氡-222及其衰变产物
- 埃及血吸虫（感染）
- 二氧化硅，结晶型（职业接触吸入的石英或方石英形态）
- 太阳辐射
- 含石棉状纤维的滑石
- 三苯氧胺（他莫西芬）
- 2,3,7,8-四氯二苯并二恶英（TCDD）
- 噻替哌（N,N',N"-三乙撑硫代磷酰胺）
- 钍-232及其衰变产物，以二氧化钍胶体溶液静脉注射
- 邻甲苯胺
- 三氯乙烯
- 苏消安（丁四醇磺酯）
- 氯乙烯
- X射线和γ射线
- 氢氯噻嗪[1][2]
- 伏立康唑[1][2]
- 他克莫司[1][2]

## 混合物
- 天然的黄曲霉素
- 酒精饮料
- 槟榔果
- 含烟草的槟榔咀嚼物
- 不含烟草的槟榔咀嚼物
- 煤焦油沥青
- 煤焦油
- 大气污染
- 大氣污染中的懸浮粒子[2]
- 柴油内燃机废气
- 家庭燃烧煤（室内燃烧）
- 未处理和粗糙处理的矿物油
- 含非那西汀的镇痛剂
- 含马兜铃酸的植物
- 咸鱼（中国式）
- 页岩油
- 煤煙
- 烟草制品
- 木屑尘
- 加工肉类[3]

## 接触场合
- 铝的生产
- 饮用水中的砷
- 碱性嫩黄工业生产
- 靴鞋制造和修理
- 烟囱清洗
- 煤的气化
- 煤焦油分馏
- 焦炭生产
- 家具和橱柜制造
- 接触氡的地下赤铁矿开采
- 二手烟
- 钢铁铸造
- 制造异丙醇的强酸工艺
- 品红的工业生产
- 油漆工（职业接触）
- 使用用煤焦油沥青的场所（如铺路和屋顶）
- 橡胶工业
- 含硫酸的强无机酸雾（职业接触）
- 吸烟
- 日晒床
- 焊接煙霧 紫外線輻射（UV）